# Richard Küchen
Richard Küchen (* 15. März 1898 in Bielefeld; † 5. Oktober 1974 in Ingolstadt) war ein deutscher Ingenieur, dessen Verdienste besonders auf dem Gebiet der Krafträder und Kraftradmotoren liegen.

## Ausbildung und Studium
Küchen machte zunächst eine Mechanikerlehre und parallel dazu an der Abendschule die Mittlere Reife. 1912 begann er bei den Westfalia Automobilwerken in Rheda-Wiedenbrück, wenig später wechselte er zu Hansa-Lloyd und 1915 ging er als Technischer Zeichner zu Brown & Boveri nach Mannheim. Bereits 1916 wechselte er als Konstrukteur zur Badischen Maschinenfabrik in Mannheim und 1917 zu Schütte-Lanz, wo Luftschiffe für die kaiserliche Luftwaffe entstanden. Um einer Einberufung zu entgehen, immatrikulierte Küchen sich an der TH Darmstadt und studierte Maschinenbau. Gleichzeitig bildete er als Fluglehrer Piloten aus.

## Motorenkonstruktion

### Zeit zwischen den Kriegen
1918 machte er sich mit einer Motorenkonstruktion und -produktion selbstständig. Der erste eigene „K-Motor“ war ein flüssigkeitsgekühlter Zweitakter. Zwischendurch legte Küchen 1920 noch die Prüfung als Elektroinstallateurmeister ab. 1922 kam als erster „K-Viertakter“ ein 350er ohv-Einzylinder, der als Besonderheit eine Ölversorgung des Ventiltriebs über Stoßstangen mit Leichtholzfüllung verwirklichte. Dieser Motor wurde zuerst als Zweiventiler und später als Dreiventiler gebaut. Ob der als Rennmotor angepriesene Vierventiler je existierte, lässt sich heute nicht mehr feststellen. Aber eine Variante des 350er Dreiventilers hielt jahrelang einen 1925 aufgestellten Dauerweltrekord in seiner Klasse. Ab 1924 wurden die K-Motoren bei den Schiele-Bruchsaler Industriewerken in Baden-Baden und ab 1927 von der Maschinenbau-Gesellschaft Heilbronn gefertigt. 1928 entstand der bekannteste K-Motor: ein Dreiventiler, bei dem alle drei Ventile mit einem einzigen Nocken auf einer senkrecht stehenden, insofern an eine Königswelle erinnernden Nockenwelle über Schlepp- und Kipphebel gesteuert wurden.
Die Fertigung in Heilbronn lief weiter, als Küchen 1931 zu Triumph nach Nürnberg ging. Bei Triumph wurde er noch im gleichen Jahr von Zündapp-Chef Neumeyer abgeworben. Dort erfand er unter anderem ein Gegenstrom-Zweitaktspülsystem, die „Dreistromspülung“. Dagegen klagte DKW erfolgreich auf Patentverletzung und erzielte einen Vergleich, d. h., Zündapp musste für jeden gebauten Motor sechs Reichsmark zahlen. Für Zündapp entwickelte Küchen eine ganze Baureihe mit glattflächigen, ästhetisch schönen Motoren von 200 bis 800 Kubikzentimeter im Kastenrahmen. Zum Jahresende 1934 hatte sich ein Streit zwischen Produktionsleiter Erich Zipprich und Richard Küchen derart ausgeweitet, dass Küchen aufgab und zum größten Konkurrenten DKW wechselte. Bei DKW gestaltete Küchen u. a. die NZ-Baureihe und die RT 125, aber auch die erste SS 250.
1936 ging er zu Victoria.

### Im Zweiten Weltkrieg
Da Küchen, wie auch schon im Ersten Weltkrieg, nichts für den Wehrdienst übrig hatte, wurde er ab 1937 bei Zündapp dienstverpflichtet. Er wurde dort insbesondere durch die Konstruktion des Wehrmachtsgespanns Zündapp KS 750 bekannt, besonders durch den Seitenwagenantrieb, der auch im Gespann von BMW zum Einsatz kam. Zusätzlich wirkte er an der Konstruktion eines sogenannten Sprengpanzers (ein ferngelenkter Kleinpanzer) namens Goliath mit.

### Nachkriegsjahre

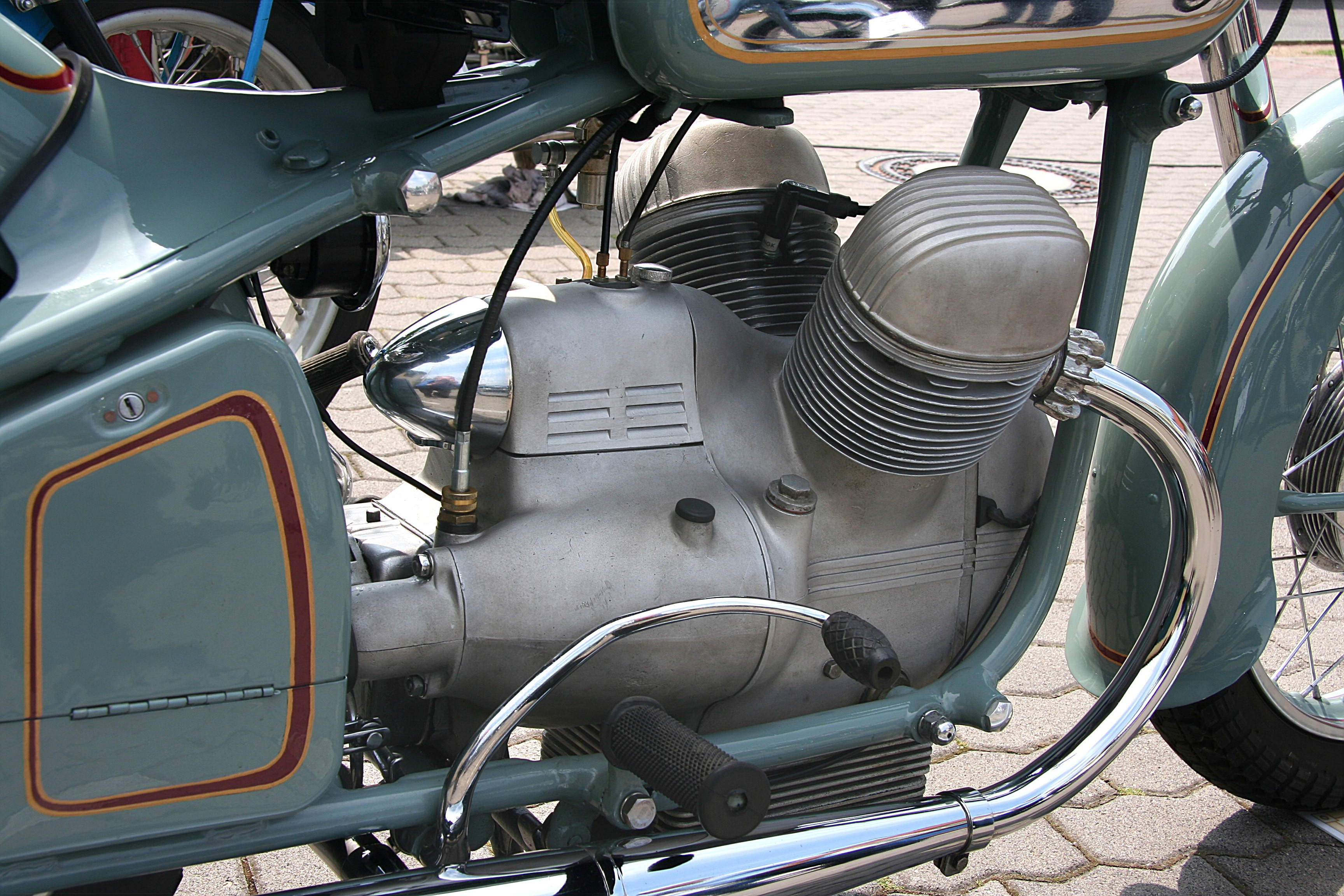
Victoria Bergmeister

In der Nachkriegszeit nach dem Zweiten Weltkrieg fand sich die gesamte Familie Küchen in Ingolstadt ein, wo Küchen 1946 ein teilzerstörtes Kasernengebäude mitsamt Fahrzeughallen und riesigem Freigelände übernahm. Küchen richtete hier neben der mechanischen Fertigung auch Wohnungen für die Mitarbeiter ein, sodass 1947 bereits 70 Beschäftigte hier Arbeit und Wohnraum fanden. Unter dem Namen Motomak Motoren- und Maschinenbau Küchen überholte und produzierte er Kurbelwellen für DKW-Personenwagen. Daneben wurden aber auch Kartoffelpressen und Präzisionsdrehteile hergestellt. Zusätzlich eröffnete Küchen eine Volkswagen-Vertretung. Ab 1950 konstruierte Küchen auch wieder Motoren, unter anderem einen Königswellen-Einzylinder für Tornax, dazu einen V2 für die Victoria V 35 Bergmeister und das stilistisch schöne Motorrad „Hoffmann Gouverneur“ mit 2-Zylinder-Viertakt-Boxermotor und Kardanantrieb sowie 125-cm³-Doppelkolben-Zweitaktmotoren für den Baumsägenhersteller Baker & Pölling.
1964 wurde Motomak vom Automobilzulieferer Schaeffler gekauft. Hier entwickelte Küchen einen Tassenstößel mit hydraulischem Ventilspielausgleich, der im Porsche 928 zum weltweit ersten serienmäßigen Einsatz kam. Immer noch voller Tatendrang, führte der 67-jährige Küchen seine Firma Hammerstein Blitzschutzbau bis zum Tod weiter.
Ab 1949 entwickelte Küchen einen Leichtmetall-V8-Motor, der in einigen AFM (Rennwagen) eingesetzt wurde.

## Bewertung
Insgesamt wurde Küchen durch die Konstruktion äußerlich bestechender Motoren bekannt, die jedoch oft durch Konstruktionsdefizite problematisch waren oder das Material überforderten. Zu seinen Spezialitäten zählten der sogenannte Küchen-Motor, ein V8-Leichtmetall-Rennmotor, mit dem Hans Stuck in seinem AFM-50-4-„Küchen“ zwischen 1950 und 1953 einige Erfolge erzielte, aber auch Kettengetriebe, denen gegenüber Zahnradgetrieben eine höhere Elastizität und Geräuscharmut nachgesagt wurde.
Küchen stellte die Form über die Funktion. So nahm er bei der „Victoria V 35 Bergmeister“ zugunsten der glatten Gehäuseformen des Motors unnötig lange und enge Ansaugwege in Kauf, die die Motorleistung verringerten und zu thermischen Problemen führten.
Ein zeitgenössischer Spruch lautete: „Küchens Konstruktionen kennen keine komplette Kühlung!“

## Einzelbelege und Anmerkungen
1. ↑  Siegfried Rauch, Frank Rönicke: Männer und Motorräder. ein Jahrhundert deutscher Motorradentwicklung. Motorbuch Verlag, Stuttgart 2008, ISBN 978-3-613-02947-7, S. 97.
2. ↑  Diese Motoren wurden 1951/52 kurzzeitig auch bei Express eingesetzt, siehe: Siegfried Rauch, Frank Rönicke: Männer und Motorräder. ein Jahrhundert deutscher Motorradentwicklung. Motorbuch Verlag, Stuttgart 2008, ISBN 978-3-613-02947-7, S. 97.
3. ↑  Patent  DE1236857B: Hydraulische Ventilspielausgleichsvorrichtung fuer Brennkraftmaschinen. Angemeldet am 15. Mai 1963, veröffentlicht am 16. März 1967, Erfinder: Richard Küchen.‌